# 孛罗 (冀王)
孛罗（?—?），元朝宗室，元睿宗拖雷的曾孙，阿里不哥第三子乃剌忽不花的儿子。
孛罗在元成宗大德六年（1302年）因为诬告济南王也只里，被贬谪到四川八剌军中效力。大德七年（1303年），孛罗因为破贼之功，征召回到京师大都。大德十年（1306年），被封为镇宁王，赐金印。延祐四年（1317年），元仁宗把他进封为冀王。 